# هپتیل‌پارابن
هپتیل‌پارابن (به انگلیسی: Heptylparaben) یک ترکیب شیمیایی با شناسه پاب‌کم ۱۴۱۳۸ است. 